# Takeshi Koshida
Takeshi Koshida (født 19. oktober 1960) er en japansk fodboldspiller.

## Japans fodboldlandshold
| Japans landshold | Japans landshold | Japans landshold |
| År               | Kmp              | Mål              |
| ---------------- | ---------------- | ---------------- |
| 1980             | 1                | 0                |
| 1981             | 1                | 0                |
| 1982             | 7                | 0                |
| 1983             | 6                | 0                |
| 1984             | 3                | 0                |
| 1985             | 1                | 0                |
| Total            | 19               | 0                |